# Astragalus fragrans
Astragalus fragrans — вид квіткових рослин з родини бобових (Fabaceae).

## Біоморфологічна характеристика
Це розпростерта трав'яниста багаторічна рослина з дерев'янистим розгалуженим каудексом. Листки 2.5–10 см; листочки 8–14 мм, лінійно-еліптичні до вузькоеліптичних, волосисті, 10–20 парні. Суцвіття 2–4 × 2–3 см, нещільне, кулясте чи довгасте, 10–25-квіткове. Чашечка 8–10 мм, трубчаста, волосиста; зубці 3–4 мм. Віночок жовтий або зеленувато-жовтий. Біб ≈ 16 × 4 мм, короткоциліндричний, зігнутий, волосистий, дзьоб ≈ 2 мм, прямий.

## Умови зростання
Країни зростання: Іран, Північний Кавказ, Південний Кавказ, Туреччина. Населяє соснові ліси, трав'янисті схили
В Україні росте в Криму (околиці м. Алушти: урочище Алабач, 1250 м над р. м.).